# Menai Bridge
Menai Bridge (wal. Porthaethwy) – miasto w północno-zachodniej Walii, położone na wyspie Anglesey, nad cieśniną Menai, w jej najwęższym miejscu. W 2011 roku liczyło 4958 mieszkańców.
Najstarsza odnotowana wzmianka o mieście wspomina o bitwie w 1194 roku, w której Llywelyn ap Iorwerth, później zwany Wielkim, przyszły władca Walii, pokonał swojego wuja Rhodriego ab Owain Gwynedda.
Co najmniej od XVI wieku w miejscu tym funkcjonowała przeprawa promowa. W 1826 roku wybudowany został tutaj most Menai Suspension Bridge projektu Thomasa Telforda, który jako pierwszy połączył wyspę ze stałym lądem. Od niego pochodzi obecna, angielska nazwa miasta.